# Adriano Vignoli
Adriano Vignoli (Sasso Marconi,  11 de diciembre de 1907 - Casalecchio di Reno, 16 de junio de 1996) fue un ciclista italiano que fue profesional entre 1934 y 1940. Era paleta de profesión e inició su carrera dentre del mundo del ciclismo ya con cierta edad. La Segunda Guerra Mundial supuso una interrupción en su carrera, pero aun así en 1947 aún disputó unas carreras. A lo largo de estos años consiguió dos victorias, una etapa en el Tour y una en el Giro.

## Palmarés
- 1934
  - Vencedor de la 16.ª etapa en el Tour de Francia.[1]
  - Vencedor de la 7.ª etapa al Giro de Italia.[1]
  - 3.º en el Giro de Toscana
- 1937
  - 2.º en el Giro de Emilia
  - 3.º en el Milán-Mantua
- 1937
  - 3rº en el Giro del Veneto

### Resultats al Tour de França
- 1934. 15.º de la clasificación general. Vencedor de una etapa
- 1935. Abandona (7.ª etapa)

### Resultats al Giro d'Itàlia
- 1934. 8.º de la clasificación general. Vencedor de una etapa
- 1937. 10.º de la clasificación general